# Ackworth Moor Top
Ackworth Moor Top – wieś w Anglii, w West Yorkshire, w dystrykcie metropolitalnym Wakefield. Leży 12 km od miasta Wakefield, 22,2 km od miasta Leeds i 251,3 km od Londynu. W 2001 miejscowość liczyła 5750 mieszkańców.